# Kilner Rupert Brazier-Creagh
Sir Kilner Rupert Brazier-Creagh, britanski general, * 1909, † 2002.